# 板荷站

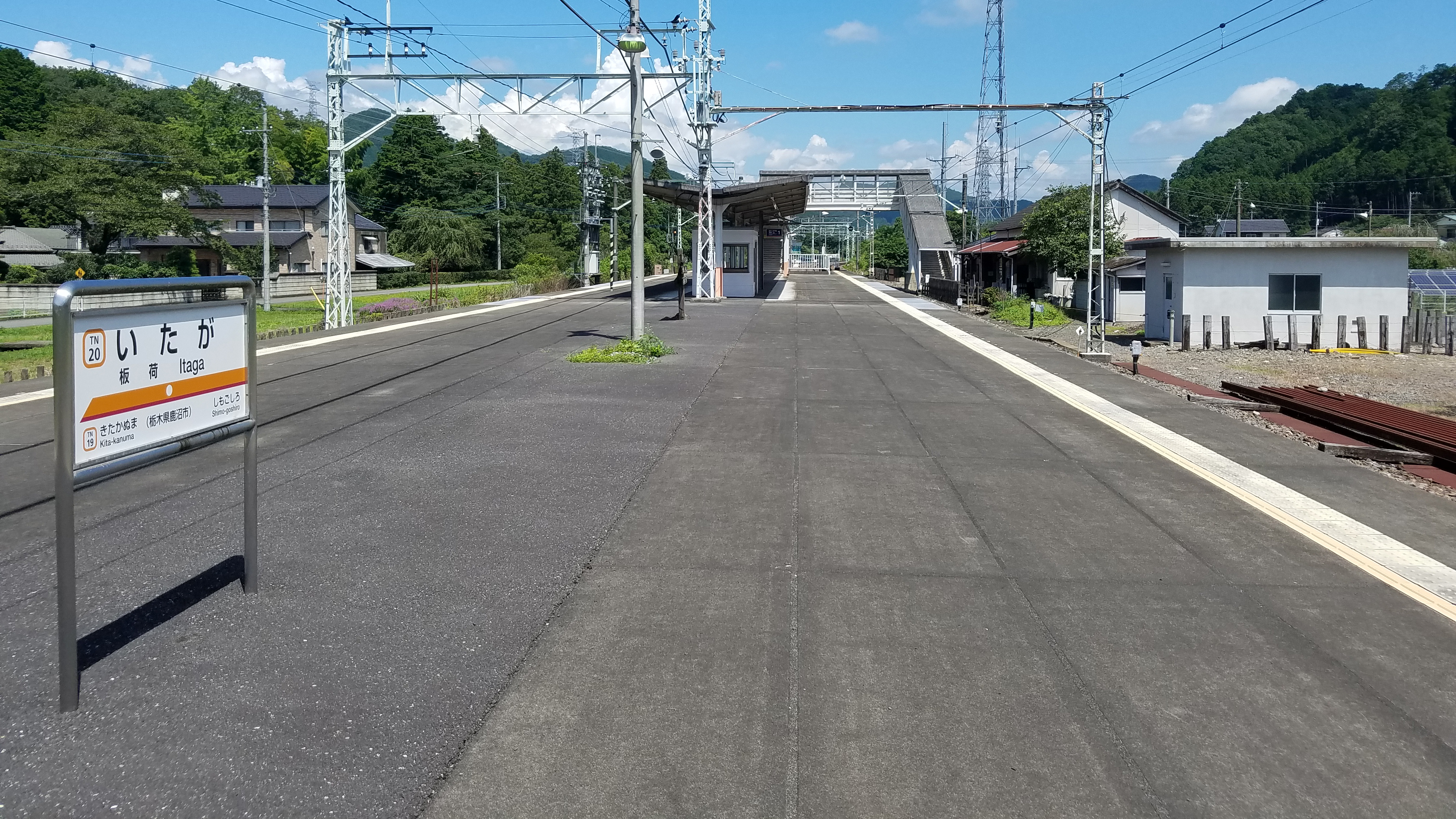
月台（2021年8月）

板荷站（日语：／ Itaga eki */?）是日本栃木縣鹿沼市板荷的東武鐵道日光線車站。車站編號TN 20。

## 歷史
- 1929年（昭和4年）7月7日 - 開業。
- 2006年（平成18年） - 月台延伸，可對應6輛編組，並改為1面2線。
- 2012年（平成24年）
  - 3月17日 - 導入車站編號TN 20。
  - 10月 - 撤除自動售票機。

## 車站構造
本站是島式月台1面2線地面車站。過去在外側有通過線，優等列車可在站內待避，下行待避線還可進入上行待避線，但在2006年月台延伸時將待避線拆除，形成現在1面2線構造。站房在線路東側，有天橋通往月台。
2012年以前曾設有自動售票機，現已撤除。站員執勤時間為9:00～12：00、13:00～16:15。其他時間須向車掌購入上下車站證明書，再到目的地精算。
廁所在付費區內。

### 月台配置
| 月台 | 路線   | 方向 | 目的地                                                           |
| ---- | ------ | ---- | ---------------------------------------------------------------- |
| 1    | 日光線 | 上行 | 新栃木、東武動物公園、 東武晴空塔線 北千住、東京晴空塔、淺草方向 |
| 2    | 日光線 | 下行 | 下今市、東武日光、 鬼怒川線 鬼怒川溫泉方向                       |

- 上述路線名使用旅客資訊上的名稱（「東武晴空塔線」為愛稱）。

## 使用情況
2018年度1日平均上下車人次為82人。是東武鐵道使用人次最低的車站。
近年1日平均上下車、上車人次變化如下表。
| 年度               | 1日平均上下車人次 |
| ------------------ | ----------------- |
| 1998年（平成10年） | 169               |
| 1999年（平成11年） | 194               |
| 2000年（平成12年） | 178               |
| 2001年（平成13年） | 175               |
| 2002年（平成14年） | 156               |
| 2003年（平成15年） | 165               |
| 2004年（平成16年） | 149               |
| 2005年（平成17年） | 126               |
| 2006年（平成18年） | 129               |
| 2007年（平成19年） | 135               |
| 2008年（平成20年） | 157               |
| 2009年（平成21年） | 161               |
| 2010年（平成22年） | 162               |
| 2011年（平成23年） | 155               |
| 2012年（平成23年） | 164               |
| 2013年（平成23年） | 136               |
| 2014年（平成26年） | 104               |
| 2015年（平成27年） | 89                |
| 2016年（平成28年） | 74                |
| 2017年（平成29年） | 73                |
| 2018年（平成30年） | 82                |

## 車站周邊

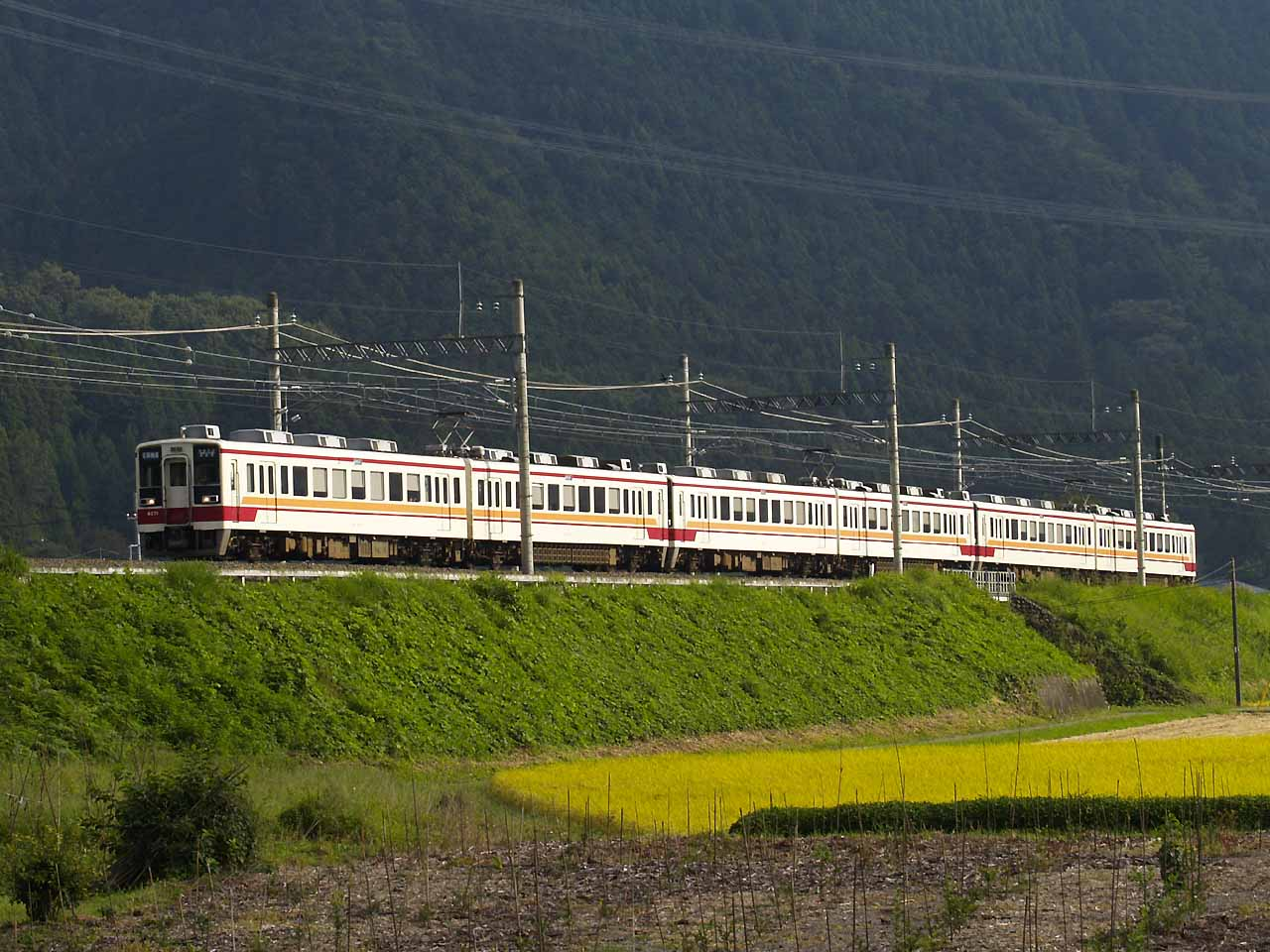
通過板荷 - 下小代間土堤的東武6050系電車區間快速（2008年9月）

車站位於鹿沼市板荷地區（舊板荷村）中心南邊，周邊僅有少數民家。從站前的縣道板荷玉田線往北2公里可至板荷地區中心。
- 鹿沼市板荷社區中心
- 鹿沼市立板荷中學校（日语：鹿沼市立板荷中学校）
- 鹿沼市立板荷小學校（日语：鹿沼市立板荷小学校）
- 鹿沼市自然體驗交流中心

1984年東京足立區曾開設鹿沼野外休閒中心，但已在2012年3月關閉。

## 巴士路線
站前縣道上有東武板荷站前巴士站，可搭乘鹿沼市民巴士小來川森崎線。
- 經板荷社區中心往小來川森崎
- 往東武新鹿沼站、平和計程車本社

## 相鄰車站
東武鐵道
 日光線
■急行
通過
■區間急行、■普通
北鹿沼（TN 19）－板荷（TN 20）－下小代（TN 21）

## 外部連結
- 板荷（車站資訊） - 東武鐵道